# کرولویتس (استان ماسوویان)
کرولویتس (به لهستانی:  Królewiec) یک روستا در لهستان است که در گمینا مینگسک مازوویتسکی واقع شده‌است.